# Straszykowa Góra
Straszykowa Góra (485 m) – wzgórze w obrębie wsi Ryczów w województwie śląskim, w powiecie zawierciańskim, w gminie Ogrodzieniec. Na jego szczycie znajdują się Straszykowe Skały. Pod względem geograficznym znajduje się w mikroregionie Wyżyna Ryczowska w obrębie Wyżyny Częstochowskiej wchodzącej w skład Wyżyny Krakowsko-Częstochowskiej. 
W różnych źródłach różnie określana jest topografia Straszykowej Góry. Według niektórych obejmuje ona tylko masyw Straszykowych Skał, a jej wschodnie stoki opadają do dna Wąwozu Ruska. Prawe (wschodnie) zbocza tego wąwozu to Ruska Góra. Według Geoportalu i wykazu jaskiń Straszykowa Góra to także wschodnie zbocza tego wąwozu. 
Straszykowa Góra wznosi się po południowo-wschodniej stronie zabudowań Ryczowa. Porośnięta jest sosnowym lasem z niewielkimi polankami. Sterczące ponad koronami drzew Straszykowe Skały zbudowane są z twardych wapieni skalistych. Wspinają się na nich wspinacze skalni, którzy poszczególnym skałom nadali nazwy Skała pod Słupem, Felin, Fircyk, Skrzynia, Weselna, Dupinek i Kominowa.
W Straszykowej Górze znajdują się także jaskinie i schroniska: Jaskinia Ładna, Jaskinia z Kominem, Okap w Straszykowej, Schronisko na Straszykowej Górze Czwarte, Schronisko na Straszykowej Górze Dziewiąte, Schronisko na Straszykowej Górze Dwunaste, Schronisko na Straszykowej Górze Czternaste. Wąwóz Ruska obfituje w wapienne skały. W jednej z nich znajduje się Jaskinia w Straszykowej Górze o dużym otworze wejściowym, nieco dalej Okap w Straszykowej, a w wyżej położonej i mniejszej skałce jest Zespół Schronisk pod Sosenką.

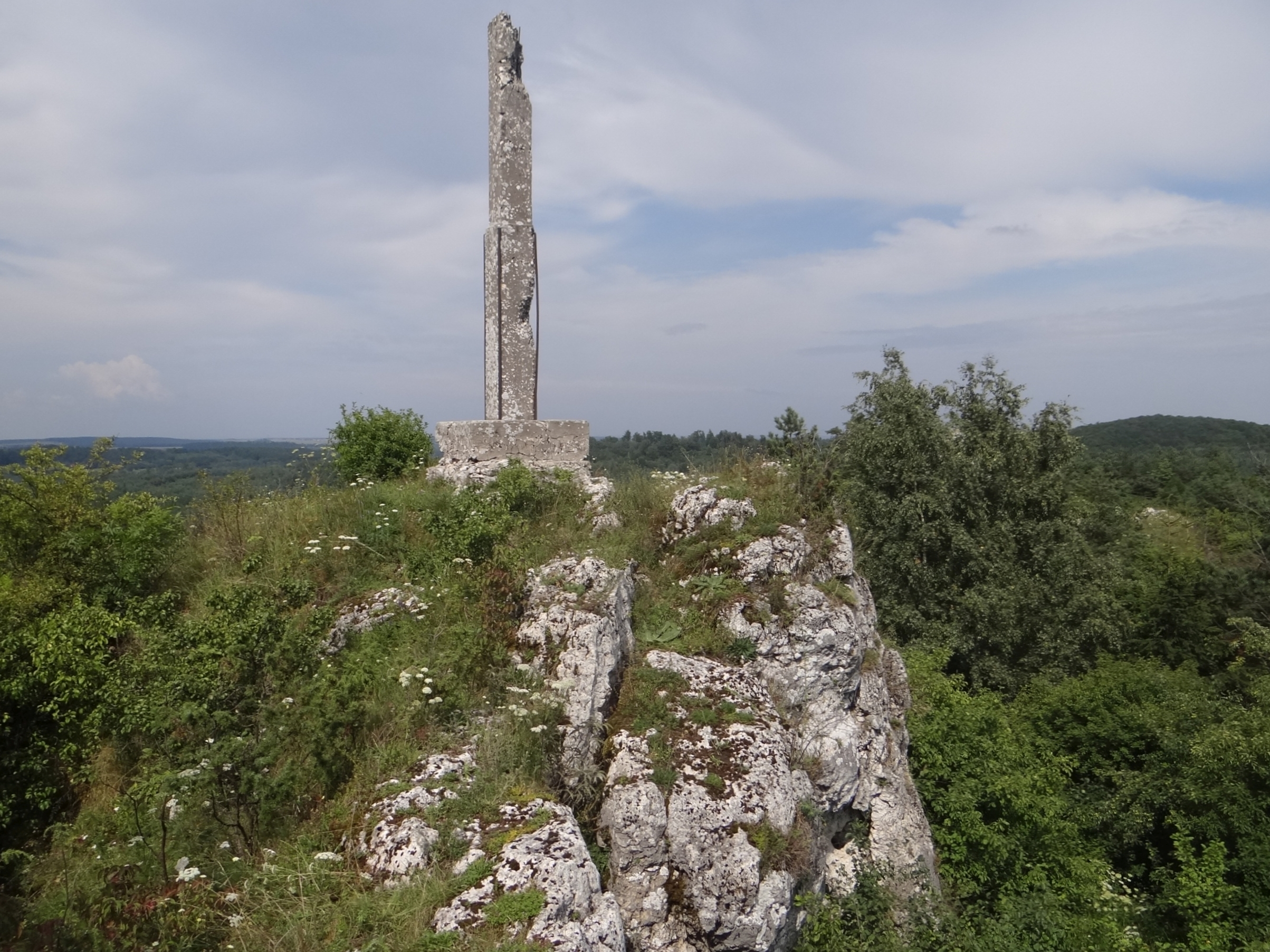
Słup na szczycie
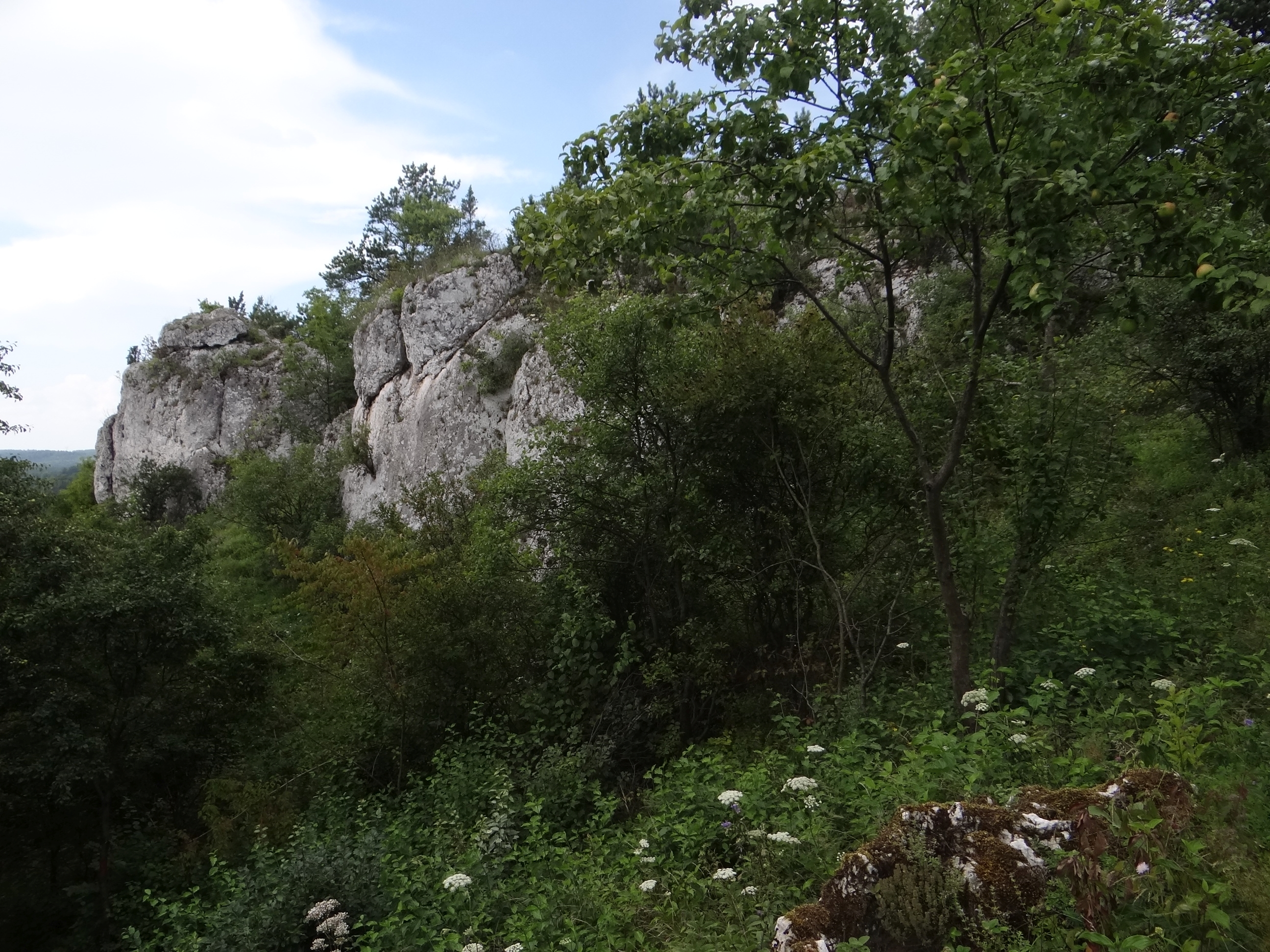
Szczytowe skały
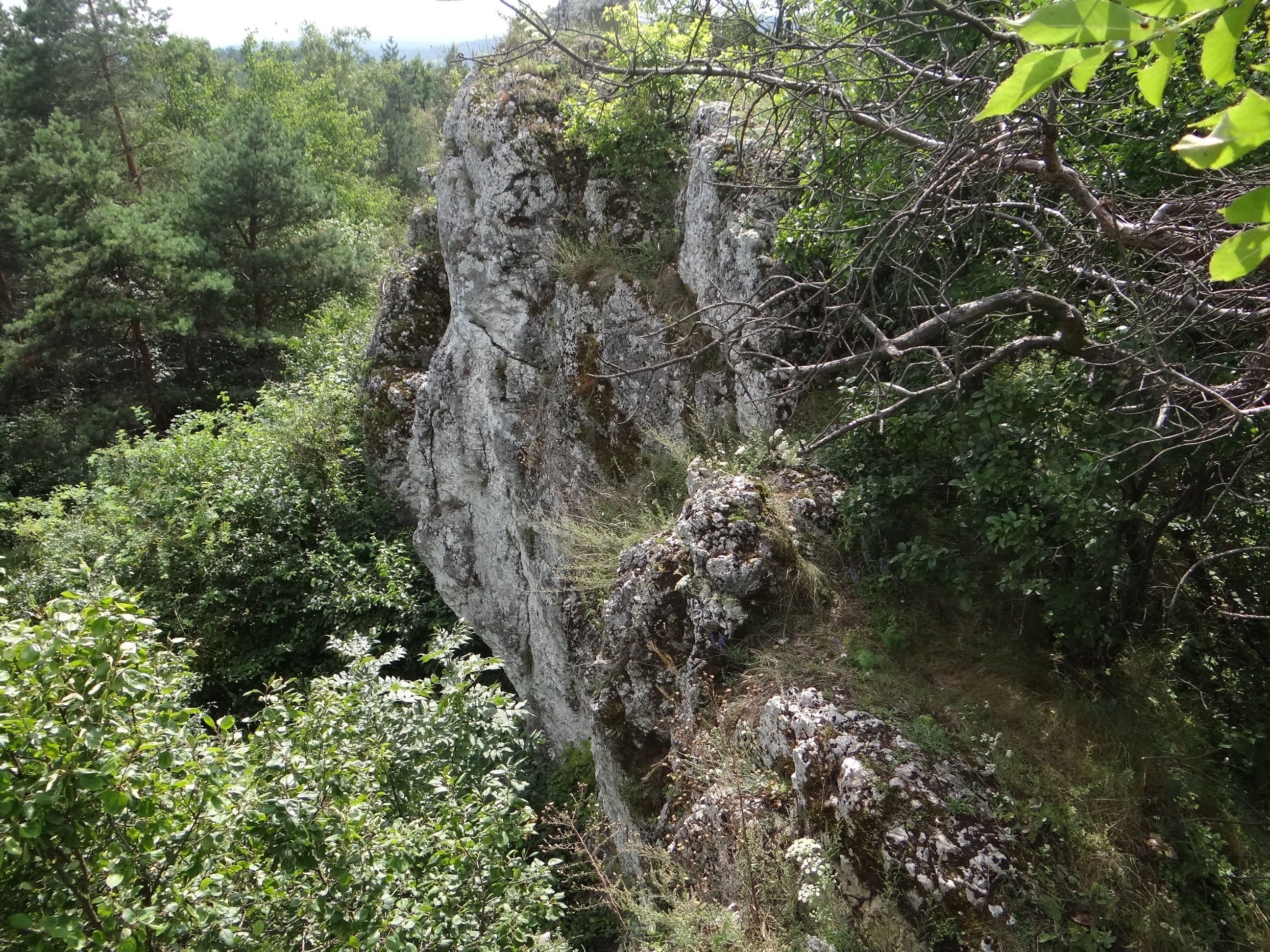
Szczytowe skały